# 1670-е годы
1670-е (ты́сяча шестьсо́т семидеся́тые) го́ды по григорианскому календарю — промежуток времени с 1 января 1670 года по 31 декабря 1679 года, включающий 1670 год 7-го десятилетия   и с 1671 по 1679 годы    8-го десятилетия XVII века 2-го тысячелетия.  Они закончились 346 лет назад.

## Важнейшие события
- Маньчжурское завоевание Китая (1644—1683)[1]. Война саньфань (1673—1681).
- Компания Гудзонова залива основана (1670). Поход на Панаму (1671). Война Короля Филипа (1675—1676) между англичанами и индейцами.
- Крестьянская война под предводительством Степана Разина (1670—1671).
- Государство маратхов образовано в Индии (1674).
- Великая Турецкая война. Польско-турецкая война (1672—1676). Русско-турецкая война (1676—1681). Чигиринские походы (1676—1678).
- Голландская война (1672—1678). Нимвегенские мирные договоры (1678—1679). Датско-шведская война (1675—1679).
- Во Франции «Восстание гербовой бумаги» (1675). «Дело о ядах» (1675—1682).
- В Англии «Билль об отводе» (1678; Тори; Виги). Преследования католиков (1678—1681; «Папистский заговор»). «Хабеас корпус акт» (1679).
- Великая чума в Вене (1679).

## Правители
- 1676—1682 — правление Фёдора Алексеевича.
- Леопольд I, император (1658—1705).

## Культура
- Буало, Никола (1636—1711). «Поэтическое искусство» (1674).
- «Житие протопопа Аввакума» (1675). Массовые самоубийства в старообрядчестве.
- Спиноза, Бенедикт (1632—1677). «Этика» (1677).

### Наука
- Христиан Гюйгенс (1629—1695). «Маятниковые часы» (1673).
- Скорость света измерена (1676; Оле Рёмер).
- Мальпиги, Марчелло (1628—1694). «Анатомия растений» (1679).